# Pseudosinella obanae
Pseudosinella obanae is een springstaartensoort uit de familie van de Entomobryidae. De wetenschappelijke naam van de soort is voor het eerst geldig gepubliceerd in 1998 door Gruia.